# 전부일 (1924년)
전부일(全富一, 1924년 1월 16일~2004년 6월 17일)은 대한민국의 군인. 정치인이다. 초대 병무청장을 지냈으며 제9·10대 국회의원을 지냈다.

## 학력
- 대한민국 육군사관학교 제2기 졸업
- 대한민국 육군보병학교 졸업
- 대한민국 육군대학 졸업
- 국민대학교 정치학 학사 졸업
- 대한민국 국방대학원 행정학 석사 졸업

## 약력
- 제27사단장
- 육군 제5관구 사령관
- 육군본부 정보참모부장
- 제1군단장
- 제2훈련소장
- 1970년 : 예편 (육군 중장)
- 병무청장
- 재향군인회 사무총장
- 1976년 ~ 1979년 : 제9대 국회의원 (유신정우회)
- 1979년 ~ 1980년 : 제10대 국회의원 (유신정우회)

## 역대 선거 결과
|  | 0% |

|  | 0% |